# Pesa Regio160

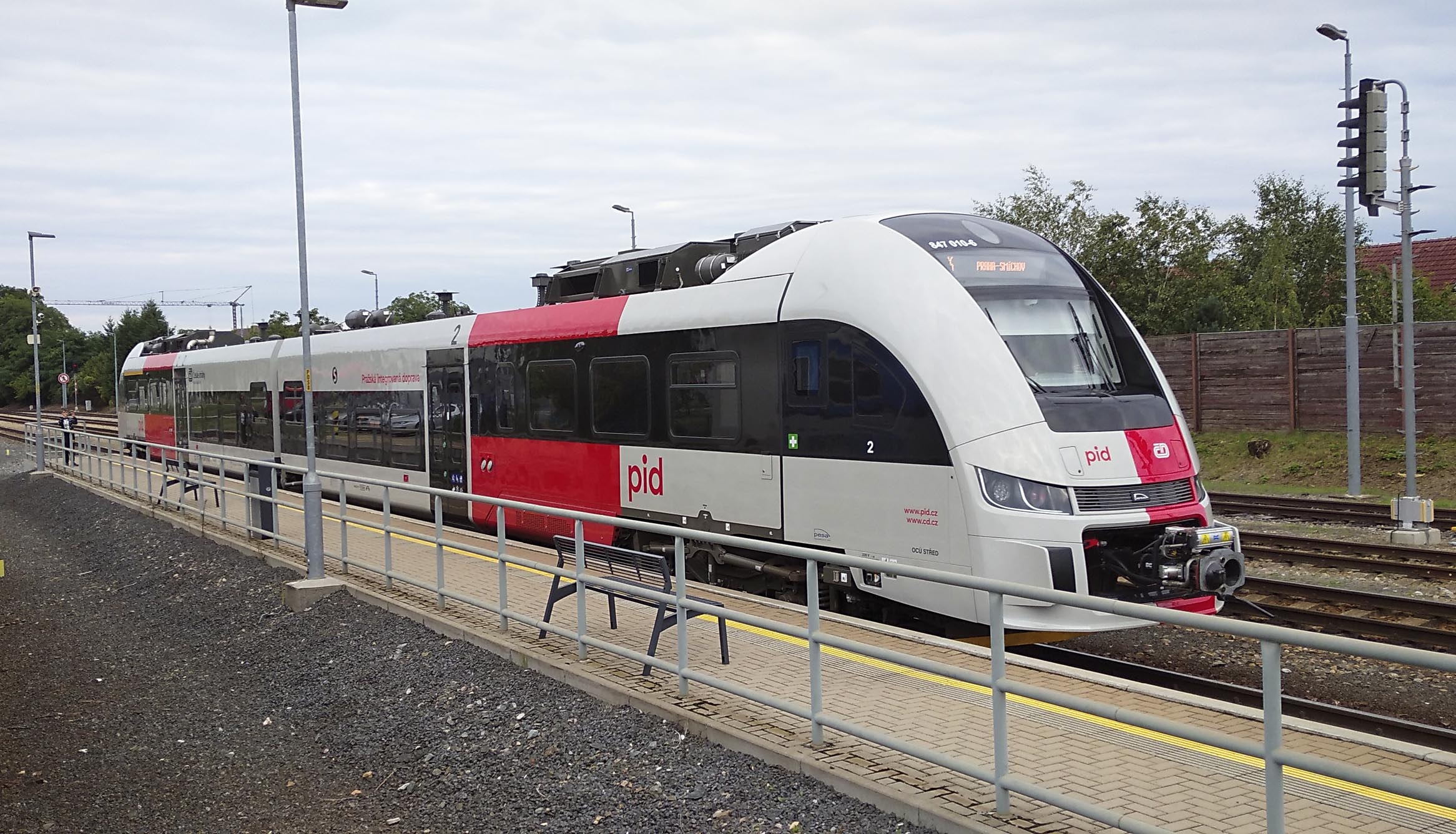
Pesa Regio160 (Seria 847)

Pesa Regio160 – rodzina normalnotorowych zespołów trakcyjnych polskiej produkcji, wytwarzanych w zakładach Pesy w kilku wersjach, różniących się liczbą członów i przeznaczeniem. Jego nazwa handlowa określana jest jako Pesa Elf 3.

## Eksploatacja

### České dráhy
26 lutego 2021 roku podpisano umowę ramową z Pesą zgodnie z którą przewidziano dostawę 160 spalinowych zespołów trakcyjnych dla Kolei Czeskich z początkowym zamówieniem na 33 pojazdy. Do listopada 2023 zamówiono łącznie 106 dwuczłonowych jednostek.

### Ghana Railway Company
We wrześniu 2022 podpisano umowę z ghańskim przewoźnikiem na dostawę dwóch spalinowych zespołów trakcyjnych z opcją na dziesięć kolejnych z których specyfika jednego miała zostać oparta na platformie Regio160. Po wyprodukowaniu egzemplarza z podobną specyfiką do DMU 847 dla Kolei Czeskich został zaprezentowany w lutym 2024, a następnie podzielony i przetransportowany statkiem z Hamburga do Temy w Ghanie, gdzie dotarł po półtoramiesięcznej podróży.

### Łódzka Kolej Aglomeracyjna
Łódzka Kolej Aglomeracyjna podpisała w dniu 10 lutego 2023 roku, umowę z Pesą na dostawę 4 trójczłonowych elektrycznych zespołów trakcyjnych typu 60WE. Umowa zawiera opcję poszerzenia zamówienia o kolejne 20 jednostek. W sierpniu 2024 aktywowana został część opcji, rozszerzając zamówienie o 10 jednostek.

### Koleje Mazowieckie
18 grudnia 2023 roku urząd marszałkowski województwa mazowieckiego podpisał umowę na dostawę 16 dwuczłonowych elektrycznych zespołów trakcyjnych z rodziny Regio160 dla Kolei Mazowieckich. 17 lutego 2025 przewoźnik zaakceptował ofertę złożoną przez Pesę Bydgoszcz w przetargu na dostawę sześciu dwuczłonowych spalinowych zespołów trakcyjnych, umowa obejmuje ewentualną opcję na kolejne cztery sztuki, która została aktywowana w maju 2025 roku.

### Polregio Oddział Kujawsko-Pomorski
9 kwietnia 2024 roku urząd województwa kujawsko-pomorskiego podpisał umowę dla lokalnego oddziału Polregio na dostawę dwóch czteroczłonowych elektrycznych zespołów trakcyjnych z opcją na kolejne pięć. 28 czerwca 2024 roku potwierdził skorzystanie z opcji na dostawę 5 dodatkowych składów.

### Polregio Oddział Opolski
31 grudnia 2024 podpisano umowy na dostawę 5 EZT dla Urzędu Marszałkowskiego Województwa Opolskiego Składy mają być dwa 4-członowe i trzy 3-członowe. Umowa przewiduje skorzystanie z prawa opcji na zamówienie łącznie 20 pojazdów.

Województwo opolskie 29 maja 2025 podpisało umowę z Pesą na dostawę pięciu dwuczłonowych spalinowych zespołów trakcyjnych z opcją na dziesięć kolejnych. Nowe pojazdy będą homologowane do obsługi tras międzynarodowych do Czech. Dostawa pierwszych składów planowana jest do marca 2028 roku.

### Koleje Dolnośląskie
26 marca 2025 w Urzędzie Marszałkowskim Województwa dolnośląskiego podpisano umowę na dostawę 10 Spalinowych Zespołów Trakcyjnych dla Kolei Dolnośląskich. Prawo opcji pozwala dokupić kolejne 20 sztuk. Pierwsze egzemplarze u przewoźnika mają pojawić się do czerwca 2027 roku.

## Eksploatacja
| Państwo | Przewoźnik                 | Typ   | Liczba członów | Lata dostaw | Liczba jednostek |
| ------- | -------------------------- | ----- | -------------- | ----------- | ---------------- |
| Czechy  | České dráhy                | 847   | 2              | od 2023     | 60 z 106         |
| Ghana   | Ghana Railway Company      | 847   | 2              | 2024        | 1                |
| Polska  | Łódzka Kolej Aglomeracyjna | 60WE  | 3              | od 2026     | 0 z 14           |
| Polska  | Koleje Mazowieckie         | 61WE  | 2              | do 2026     | 0 z 16           |
| Polska  | Koleje Mazowieckie         | 231Ma | 2              | 2028        | 0 z 6            |
| Polska  | PR (o. kujawsko-pomorski)  |       | 4              | 2027        | 0 z 7            |
| Polska  | PR (o. opolski)            |       | 4              | 2027        | 0 z 2            |
| Polska  | PR (o. opolski)            |       | 3              | 2027        | 0 z 3            |
| Polska  | PR (o. opolski)            | 231Ma | 2              | 2028        | 0 z 5            |
| Polska  | Koleje Dolnośląskie        | 231M  | 2              | 2027        | 0 z 10           |
| Suma:   | Suma:                      | Suma: | Suma:          | Suma:       | 61 z 170         |